# Irina Kuzniecowa
Irina Siergiejewna Kuzniecowa (ros. Ирина Сергеевна Кузнецова; ur. 5 grudnia 2000) – kazachska zapaśniczka walcząca w stylu wolnym. Zajęła dwunaste miejsce na mistrzostwach świata w 2023 roku. 
Piąta na igrzyskach azjatyckich w 2022. Czwarta na mistrzostwach Azji w 2021. Druga na MŚ wojskowych w 2023. Brązowa medalistka igrzysk solidarności islamskiej w 2021. 
Trzecia na MŚ U-23 w 2023. Mistrzyni Azji U-23 w 2022 i 2023; druga w 2019. Mistrzyni Azji juniorów w 2018 i trzecia w 2019 roku.